# Terminal Jive
Albums de Sparks
No. 1 in Heaven
(1979) Whomp That Sucker
(1981)
Singles
1. When I'm with You
Sortie : janvier 1980
2. Young Girls
Sortie : mai 1980

Terminal Jive est le neuvième album du groupe américain de rock Sparks. Il est sorti en 1980 sur le label Virgin Records.

## Histoire
Comme le précédent album du groupe, No. 1 in Heaven, il est produit par Giorgio Moroder, cette fois en collaboration avec Harold Faltermeyer. Il contient certains morceaux moins orientés disco que son prédécesseur et semble annoncer un retour à un son plus pop rock qui sera effectif sur l'album suivant. L'album contient le titre When I'm with You qui connaît un énorme succès en France en se classant premier des meilleures ventes de singles durant six semaines.
Bien que sorti au Royaume-Uni, Terminal Jive n'est pas arrivé à se classer dans les charts. De plus, l'album n'est jamais sorti aux États-Unis lors de sa sortie initiale et devra attendre fin 1998 pour qu'il paraisse en format disque compact.

## Fiche technique

### Chansons
Toutes les chansons sont écrites et composées par Ron Mael et Russell Mael, sauf mention contraire.
| 1. | When I'm with You                     |  | 5:45 |
| 2. | Just Because You Love Me              |  | 4:36 |
| 3. | Rock 'n' Roll People in a Disco World |  | 4:47 |
| 4. | When I'm With You (Instrumental)      |  | 3:45 |

| 5. | Young Girls                |                                                             | 4:49 |
| 6. | Noisy Boys                 | Harold Faltermeyer, Keith Forsey, Ron Mael, Russell Mael    | 3:55 |
| 7. | Stereo                     | Giorgio Moroder, Ron Mael, Russell Mael                     | 4:01 |
| 8. | The Greatest Show on Earth | Giorgio Moroder, Harold Faltermeyer, Ron Mael, Russell Mael | 4:17 |

### Musiciens
- Russell Mael : chant
- Ron Mael : claviers
- W. G. Snuffy Walden : guitare
- Richie Zito (en) : basse
- Harold Faltermeyer : claviers
- Keith Forsey : batterie
- Laurie Forsey : chœurs

### Équipe de production
- Giorgio Moroder, Harold Faltermeyer : producteurs
- Brian Reeves, Dennis Drake : ingénieurs du son
- Gered Mankowitz : photographie